# Cool jazz
Cool jazz opstod omkring 1950 som en reaktion på bebop. Cool jazz er mere afdæmpet end bebop, og blev spillet af bl.a. Miles Davis og Stan Getz. Det specielle ved Davis' udgave af den er, at der ikke er nogen akkordskift, der improviseres over en basgang, der kører nummeret igennem, en såkaldt ostinatbas. Derfor kaldes det også modal jazz.
Stan Getz' version er mere konservativ, men dog ikke med så mange akkorder som bebop. Den er afdæmpet og afslappet. Han var meget begejstret for brasiliansk musik, og indoptog meget af den i sin musik, især bossa nova, der passer fint til hans afslappede spillemåde. Hans udgave af cool jazz kaldes west coast jazz på grund af, at den især var dominerende på USA's vestkyst.